# Château de Bélarga
Le château de Bélarga est un édifice construit au XVIIe siècle. Une partie de cette construction témoigne d'un bâtiment antérieur datant des XIVe et XVe siècles.
Ce monument recensé par l'Inventaire général du patrimoine culturel est situé à Bélarga, dans le département de l'Hérault.

## Historique
Un château fort est mentionné à Bélarga avant 1281, entraînant la construction d'un village. Une enceinte commandée par ce fort est construite à la fin du XIIIe siècle ou au début du XIVe siècle. L'édifice domine un gué sur l'Hérault auquel s'attache un péage.
L'endroit appartient aux Guilhem, puissants seigneurs de Clermont-Lodève, aujourd'hui Clermont-l'Hérault. Bérenger IV de Guilhem est cité comme seigneur du castrum de Belesgario en 1310. Son successeur, Pierre de Clermont, est connu pour avoir commis à Bélarga un crime contre la personne d'une jeune femme de Puilacher, crime pour lequel il est condamné en 1310 par le sénéchal de Carcassonne, sentence confirmée le 29 janvier 1311 par le parlement de Paris (cf. infra).
Il en résulte la confiscation de la seigneurie de Bélarga.
Au XVIIe siècle, le château appartient à la  famille de Mirman, famille de noblesse de robe ayant donné de nombreux magistrats aux cours souveraines du Languedoc. En 1654, le chevalier François de Mirman, conseiller du roi et intendant des gabelles, porte les titres de « baron de Florac, seigneur de Bélarga, etc. ».
Les Mirman donnent au château son aspect actuel, l'embellissant « dans le goût rustique en vogue au XVIIe siècle à Montpellier ».

## Description
L'aile nord de l'édifice actuel date probablement du XIVe siècle, partie remaniée au XVe siècle. Au nord de cet élément, un nouveau château est construit au XVIIe siècle.

## Situation légale
Le château de Bélarga est une propriété privée. Il fait l'objet d'un recensement à l'Inventaire général du patrimoine culturel.

## Le crime de Pierre de Clermont
Le 29 janvier 1311, le parlement de Paris confirme une sentence rendue par le sénéchal de Carcassonne contre Pierre de Clermont, seigneur de Bélarga, en ces termes :

« Pierre avait attiré dans sa maison de Bélarga (de Belesgario), Fize, demoiselle de Pui Laché (de Podio Latercio), et avait cherché à la connaître charnellement. Sur le refus de la demoiselle, il lui avait lié les mains, et l'avait fait conduire au château et mettre dans une affreuse prison. Après l'y avoir tenue trois jours, il l'en avait tirée, et ayant renvoyé tous ses domestiques, il avait fermé la porte et recommencé ses obsessions, lui promettant, si elle consentait à satisfaire ses désirs, de lui donner du blé, des habits et un mari. Ne pouvant rien obtenir, il la posa sur une poutre par le milieu du corps, de sorte que la tête et les pieds pendaient ; il lui suspendit aux jambes et aux bras des cabas chargés de pierres, et la laissa dans cette position. Le sang sortit par les narines de cette malheureuse, qui ne fut délivrée qu'à condition d'avouer, ce qui était faux, qu'elle avait eu un enfant. Pierre paiera cinq cents livres d'amende au Roi et cent livres à la demoiselle. »